# Leptachirus
Genre
Leptachirus est un genre de poissons plats d'eau douce de la famille des Soleidae. On trouve les espèces de ce genre dans les eaux douces et saumâtres de l'Indonésie, de la Papouasie-Nouvelle-Guinée et du nord de l'Australie.

## Liste d'espèces
Selon ITIS et la CAS, ce genre contient 8 espèces :
- Leptachirus alleni Randall, 2007
- Leptachirus bensbach Randall, 2007
- Leptachirus darwinensis Randall, 2007
- Leptachirus kikori Randall, 2007
- Leptachirus klunzingeri (Weber, 1907)
- Leptachirus lorentz Randall, 2007
- Leptachirus robertsi Randall, 2007
- Leptachirus triramus Randall, 2007

Les sites FishBase et EOL ajoutent à cette liste Leptachirus polylepis Randall, 2007. Ce taxon est considéré par les sources précédentes comme un synonyme de Leptachirus darwinensis.